# Amorce (munition)
Pour les articles homonymes, voir Amorce.

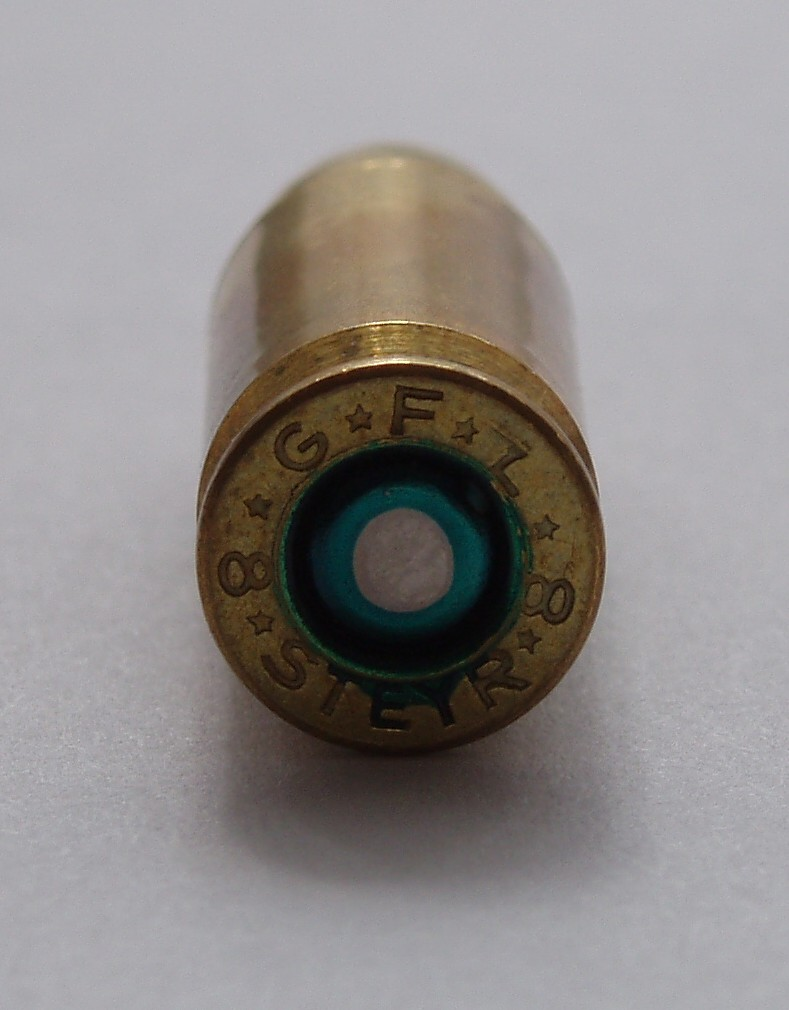
L'amorce la plus commune est celle qui est sertie à l'arrière des cartouches d'armes à feu

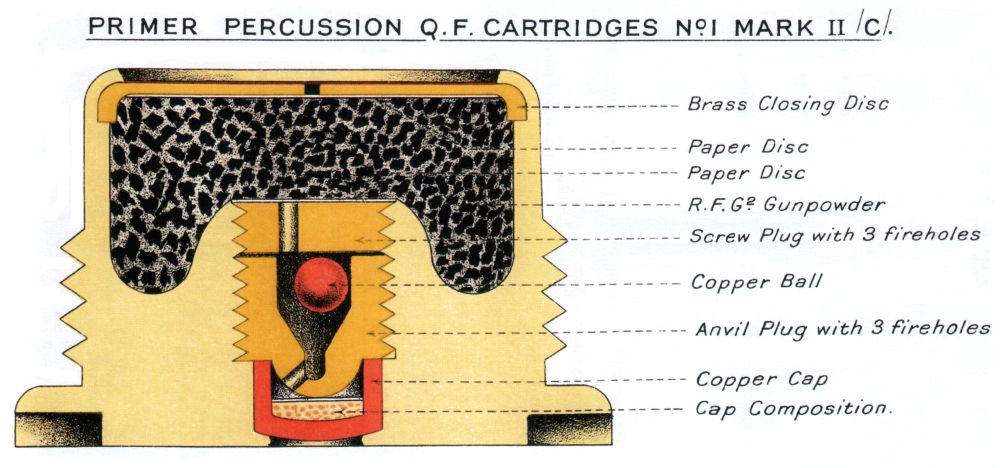
Amorce et explosif primaire de type Mark II C

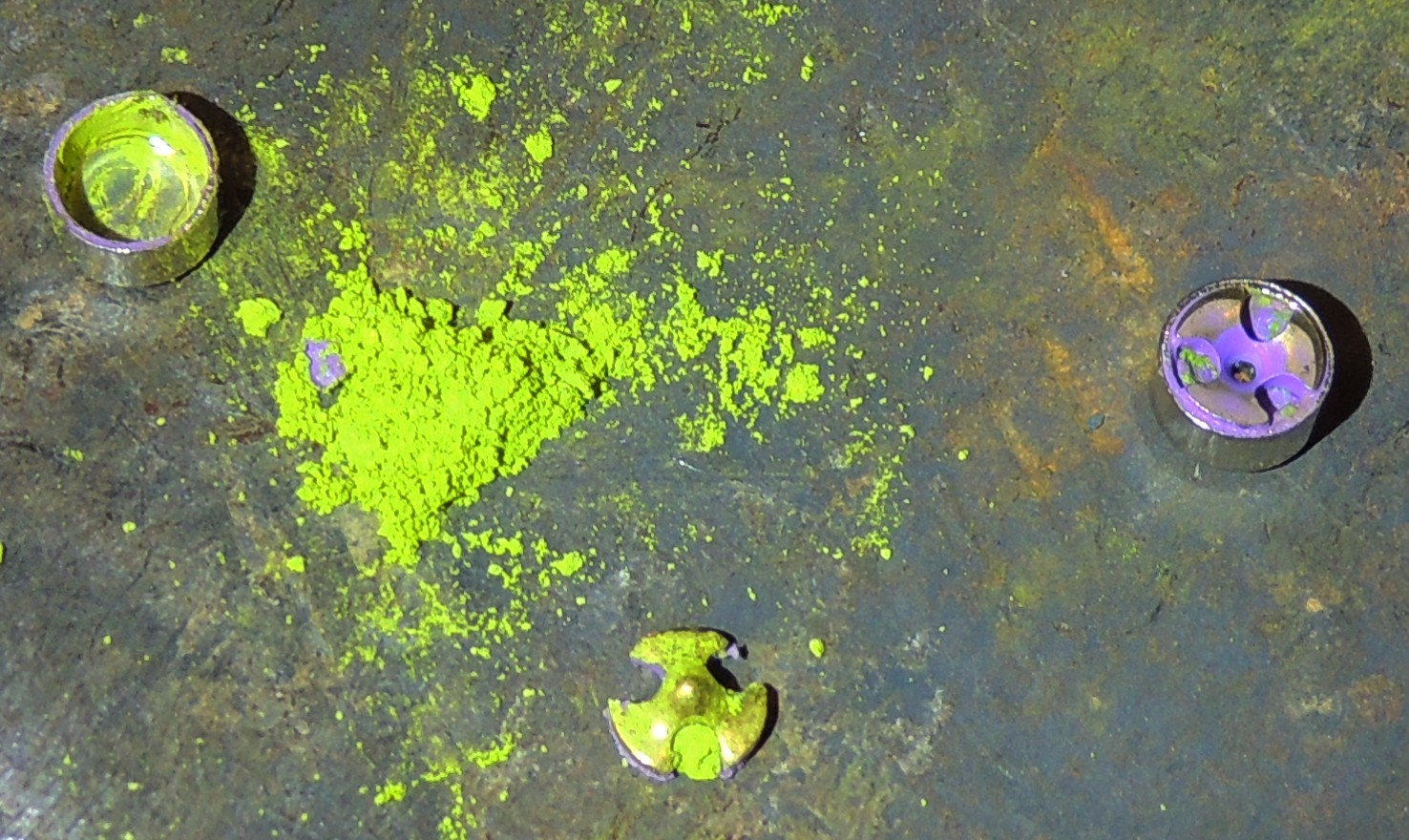
Constituants d'une amorce Large Rifle Magnum de type BOXER.

Une amorce est un dispositif pyrotechnique qui sert à initier un processus explosif. 

## Histoire du mot
Dans le domaine pyrotechnique et des munitions, le nom d'amorce semble avoir d'abord été donné à la poudre qu'on mettait dans le bassinet des armes à feu, ou qui initiaient la mise à feu des fusées, ou  des pétards (Dictionnaire de l'Académie française, dans sa première édition de 1694), la corne servant d'entonnoir pour verser la poudre était dite « corne d'amorce ». 
En 1832, le dictionnaire précise que l'amorce désigne tant le « grain de poudre fulminante » qui fait « partir » une arme à piston, ou d'artillerie « en détonant par la percussion » que « le pulvérin qu'on met dans le bassinet d'un fusil, d'un pistolet, ou sur la lumière d'une bouche à feu, ou à des fusées, des pétards, etc., pour y faire prendre feu. »  
En 1932, la définition pyrotechnique du mot pour l'Académie française est simplifiée : l'amorce désigne la matière explosive servant à communiquer le feu à la charge d'un canon, d'un fusil, d'une mine, etc.
L'amorce est, dans une munition ou dans un système pyrotechnique destiné à exploser, la partie qui va déclencher l'inflammation de la poudre, destinée à propulser la balle, l'obus ou à déclencher la réaction explosive.

## Histoire des amorces

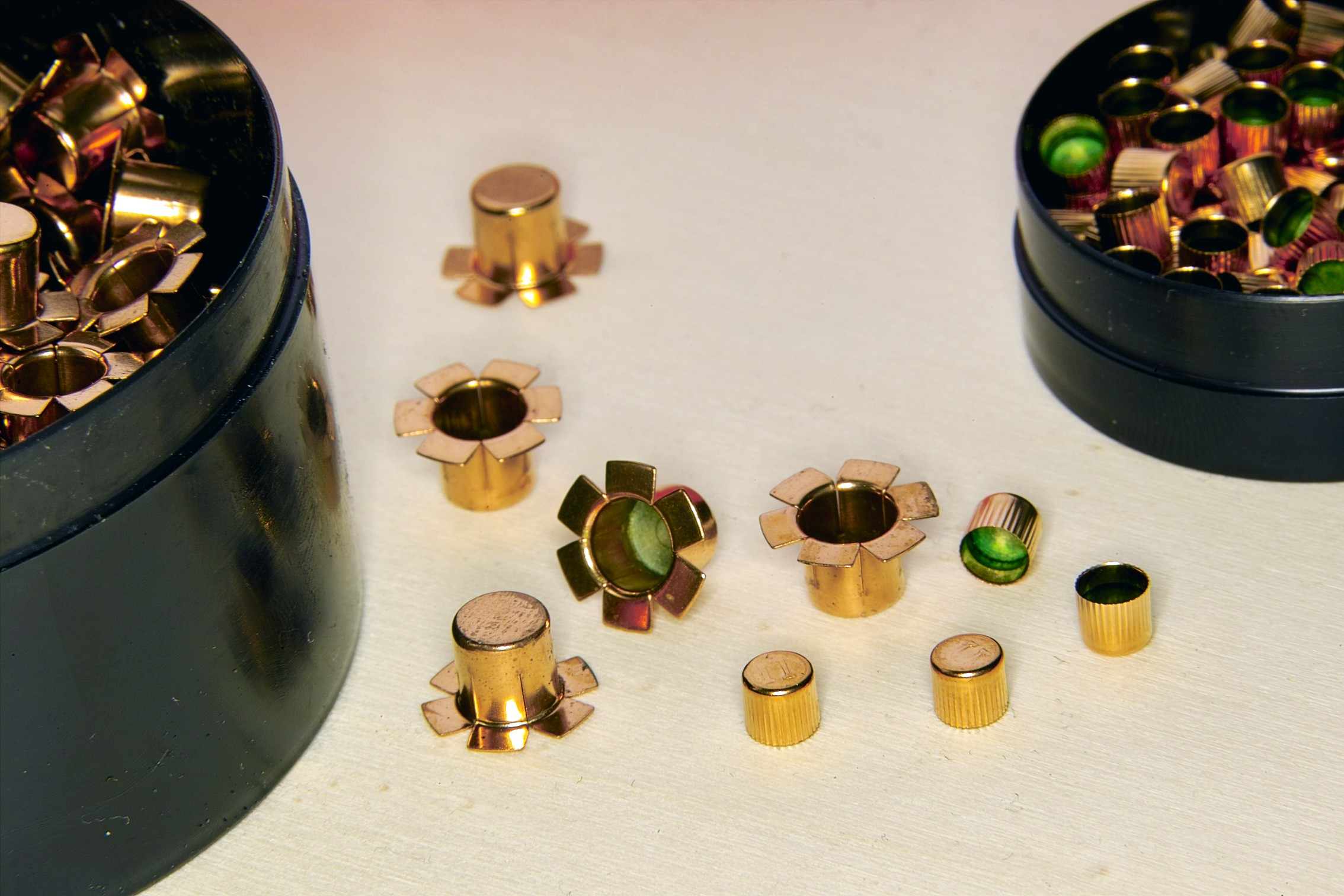
Amorces modernes

La poudre noire a d'abord été utilisée comme amorce, mais elle ne s'allumait pas si elle était mouillée et n'était pas d'usage facile. C'est pourquoi les militaires l'ont remplacée par des produits chimiques protégés dans une capsule métallique étanche, qu'on appellera naturellement « amorce ». 
C'est le très sensible et donc délicat fulminate de mercure qui a été le plus utilisé jusqu'au milieu du XXe siècle. 
Outre sa toxicité, y compris lors du tir, il est assez instable et reste néanmoins sensible à l'eau. 
De plus, le mercure, s'il n'est pas stabilisé[Quoi ?], est corrosif pour la plupart des métaux avec lesquels il s'amalgame facilement. 
Enfin, l'un des additifs qu'on lui adjoignait volontiers (chlorate de potassium) corrodait aussi le canon des fusils (corrosion par piqûre due aux ions chlorures). Pour ces raisons, il était généralement mélangé avec un vernis pour le stabiliser, et enfermé dans une capsule métallique étanche et assez solide pour que seule une percussion précise et violente puisse déclencher son explosion.
Remington, en 1927, fut le premier fabricant d'armes à diffuser l'une des premières amorces non corrosives (sous la marque "Kleanbore"), mais les amorces au fulminate ont néanmoins aussi longtemps été utilisées pour les cartouches de chasse et de ball-trap, et jusque dans les petites munitions d'armes de poing, exposant les tireurs en salle à de la vapeur de mercure. 
Le fulminate de mercure a aussi été utilisé par Alfred Nobel pour l'amorçage d'explosifs destinés aux travaux miniers.
Le fulminate est depuis quelques décennies peu à peu remplacé par d'autres produits plus stables et non corrosifs (comme le styphnate de plomb ou l'azoture de plomb (Pb(N3)2)), le nitrate de baryum remplaçant le chlorate de potassium. 
Ces amorces sont un peu moins toxiques que les anciennes.
La fabrication des amorces, bien que soumise depuis longtemps à des principes de sécurité renforcée, a été la cause de nombreux accidents, généralement dus à des erreurs humaines ou à une qualité des produits insuffisante.

## Toxicologie
(juillet 2008).
Si vous disposez d'ouvrages ou d'articles de référence ou si vous connaissez des sites web de qualité traitant du thème abordé ici, merci de compléter l'article en donnant les références utiles à sa vérifiabilité et en les liant à la section « Notes et références ».
Hormis la poudre noire d'abord utilisée, la plupart des corps chimiques qui ont été utilisés pour produire les amorces depuis le XIXe siècle sont polluants, non biodégradables, toxiques et éco-toxique.
Au moment du coup de feu, les tireurs inhalent une certaine quantité de vapeur de ces métaux (mercure, plomb, etc.). Le mercure, liquide à température ambiante, passe facilement en phase vapeur. On le respire donc après l'explosion d'une amorce. Du mercure peut aussi être émis dans l'air à la suite de la dégradation du fulminate de mercure des munitions perdues dans l'environnement ou immergées. Son temps de résidence moyen dans l'atmosphère est estimé à 11 jours[réf. nécessaire].
Les travailleurs des usines d'armement ou de production de mercure et/ou de fulminate ont été exposés au mercure, notamment lors des accidents ou incidents de fabrication. Des populations civiles importantes y ont été exposées durant les guerres mondiales, mais aussi lors de catastrophes telles qu'explosions de trains de munition (en Allemagne) ou de dépôts de munitions souvent très violente (ex. : cas du dépôt de munition des dix-huit ponts à Lille, qui a soufflé toute une partie de la ville, avec une violence comparable à l'accident d'AZF à Toulouse).
Il est plausible que les métiers exigeant un entraînement fréquent au tir en salle (police, armée, etc) aient exposé ceux qui les pratiquaient dans de mauvaises conditions à une intoxication chronique au mercure, de même pour les pratiquants de tir sportifs et ball-trap avant que le fulminate de mercure ne soit remplacé par d'autres composés moins toxiques comme l'azoture de plomb(II).
On connaissait le risque de saturnisme dans ces cas (qui a justifié des rotations des entraîneurs, une aération minimale des stands de tir, etc.), mais il semble qu'on ait omis de rechercher d'éventuels problèmes de santé induits par le mercure inhalé sous forme de vapeur (intoxication bien plus efficace que par ingestion de mercure liquide).
Durant la Première Guerre mondiale, les soldats sur le front ont respiré des quantités significatives et importantes de mercure provenant du fulminate de mercure des amorces des balles et surtout des obus, tirés par centaines de millions dans l'ancienne zone rouge du nord de la France notamment. À raison de 2 g de fulminate de mercure par amorce (soit environ 1 g de mercure pur) et de deux amorces par obus + douille, on peut estimer que 90 tonnes de mercure ont pollué les masses d’air et le sol et l’eau sur le seul secteur de la Bataille de Verdun. Or, dans un contexte où le mercure est "lessivable" et pourrait être virtuellement inerté dans le sol profond, dispersé ou en quelque sorte dilué (sachant qu'il n'est pas dégradable et qu'il est très facilement reconcentré par les organismes vivant après avoir été transformés en méthylmercure par les bactéries), on admet généralement qu'un gramme de mercure pollue 1 m3 de sol pour au moins 100 ans, ou 100 m3 pour un an. 
Il ne semble pas y avoir eu d'évaluation rétrospective des émissions de mercure dans les différents compartiments de la biosphère à cette époque, après la guerre. Ce n'est que récemment qu'on a commencé à évoquer la possible contribution du mercure, du plomb de l'arsenic ou d'autres toxiques massivement présents dans les munitions comme cause possible de certains troubles physiologiques et psychologiques éprouvés par de nombreux soldats en 1914-1918 et dans les décennies qui ont suivi.
On peut craindre que la faune soit localement contaminée par le mercure qui finira par fuir des amorces des munitions non explosées. De même, est-il probable que lors d'incendies de forêts touchant des zones riches en munitions enfouies, du mercure et d'autres toxiques soit contenu dans les fumées.